# Гогуль
Детский браузер Го́гуль — платное расширение браузера Mozilla Firefox для  родительского контроля и ограничения детей в сети от нежелательного контента (есть и бесплатная версия с ограниченными возможностями). Разработан российской компанией «Новое Поколение» и предназначен для использования родителями, желающими ограничить и детально контролировать сёрфинг своих детей в сети Интернет.

## Принцип работы
Выглядящий как автономный браузер, Гогуль имеет свой собственный каталог «белых», разрешённых к просмотру детьми веб-сайтов, блокируя доступ к не включенным в этот каталог ресурсам. При вводе URL в адресную строку браузера или при переходе по ссылке, Гогуль проверяет введённый адрес на предмет нахождения в каталоге доступных ресурсов, и в случае отсутствия — запрещает переход на сайт. В настоящий момент Гогуль невозможно установить, поскольку в Mozilla такое дополнение просто отсутствует.

## Родительский контроль
Управление настройками и установками приложения происходит в личном кабинете родителя, для получения доступа в который необходимо зарегистрироваться на сайте дополнения. Гогуль также подразумевает возможность расширения имеющегося каталога разрешённых ресурсов — зайдя в личный кабинет, родитель может самостоятельно добавить сайт или сайты, доступ к которым он хочет открыть для своего ребёнка.
Для каждого ребёнка возможны персональные настройки родительского контроля: продолжительность, время пребывания в сети и список разрешённых ресурсов.
Также приложением ведётся подробная поминутная статистика посещенных ребёнком сайтов.
При желании, пользоваться приложением можно и для неограниченного сёрфинга по интернету — для этого необходимо указать в настройках детского аккаунта опцию «Разрешено всё», в таком режиме Гогуль будет только собирать статистику посещённых сайтов для последующего родительского контроля.

## Angry Duck
Angry Duck — бесплатное необязательное для функционирования Гогуля приложение, блокирующее во время своей работы все браузеры, за исключением Гогуля, что исключает возможность несанкционированного доступа ребёнка к нежелательному контенту. Блокировка снимается вводом родительского пароля, устанавливаемого при первом запуске приложения.

## Награды
- Включен сетевым журналом PC Magazine Russian Edition в список лучших программ 2009 года[1].
- Детский браузер Гогуль стал номинантом на приз зрительских симпатий премии Плющева 2009 года[2].